# Església de Santa Maria de Merlès
L'església de Santa Maria de Merlès és l'església parroquial de Santa Maria de Merlès (Berguedà) inclosa a l'Inventari del Patrimoni Arquitectònic de Catalunya.

## Descripció
Església parroquial orientada a tramuntana; està coberta a doble vessant i té una gran austeritat. A la nau central s'hi obren capelles laterals i no té absis. Adossat al mur de ponent de l'església, al costat de la rectoria, hi ha el campanar, de planta quadrada i coronat per una balustrada. La façana principal té la porta d'arc de mig punt flanquejada per dues pilastres que aguanten una llinda amb un timpà triangular sense cap decoració; més amunt hi ha un ócul i un rellotge de sol i per sobre un rellotge d'esfera.

## Història
L'església parroquial de Santa Maria de Merlès fou consagrada l'any 893 i dins el seu terme incloïa parròquies, com les veïnes de Pinós. Els límits entre els bisbats de Vic i d'Urgell feren que al segle xi, el bisbe de Vic construís la nova església de Sant Martí de Merlès a l'altra banda de la riera d'aquest nom, límit natural d'ambdós bisbats i comtats. Al segle xvii fou bastida la nova església actual, pocs metres més avall de la primera església.